# Liana Kanelli

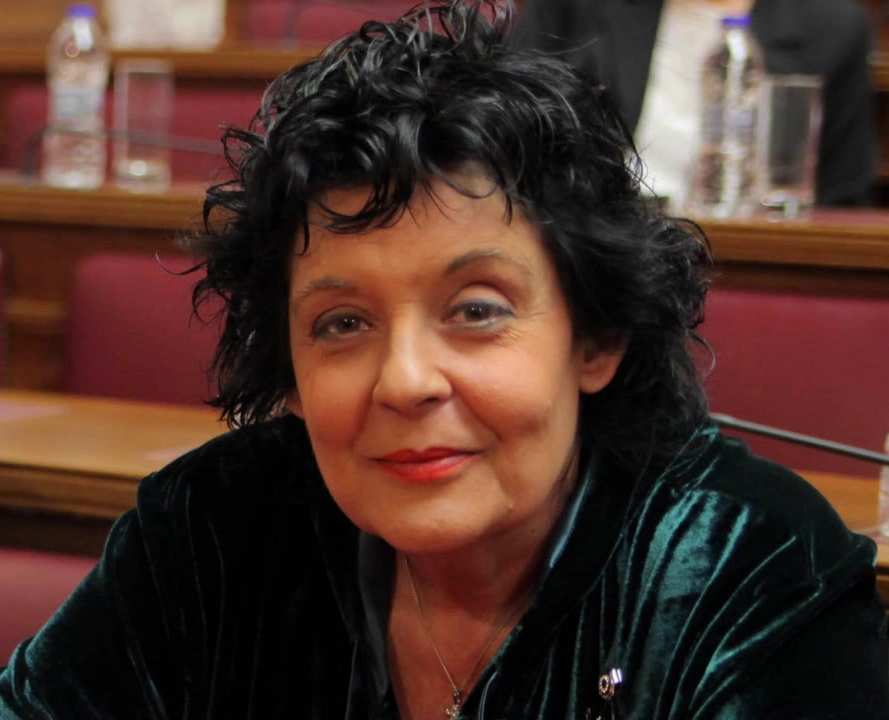
Liana Kanelli (2014)

Liana (Garyfallia) Kanelli (griechisch Λιάνα (Γαρυφαλλιά) Κανέλλη; * 20. März 1954 in Athen) ist eine griechische Journalistin, Juristin und Politikerin, die seit 2000 Parlamentarierin ist.

## Leben und Karriere
Liana Kanelli wuchs in Kallithea auf, absolvierte die Athener Privatschule Pierce American College of Greece und studierte danach an der Universität Athen Jura. Allerdings machte sie dann den Journalismus zu ihrem beruflichen Betätigungsfeld. Sie war 1976 die erste Frau, die im staatlichen Fernsehsender ERT 1 die Nachrichten las. Außerdem wurde sie 1988 die erste Direktorin eines privaten Radiosenders. In ihrer Karriere war sie als Journalistin bei Zeitungen, Zeitschriften, Radio und Fernsehen beschäftigt und engagierte sich stets in der Gewerkschaft der Journalisten. 1997 gründete sie die Zeitschrift NEMECIS. Als Journalistin reiste sie in viele Krisengebiete, so war sie auch zweimal im Iran. Das erste Mal berichtete sie während der Geiselkrise in der amerikanischen Botschaft von dort. Ein zweites Mal reiste sie im Auftrag des griechischen Nachrichtensenders  ERT für den amerikanischen Nachrichtensender ABC während des Golfkriegs in den Iran, da amerikanischen Reportern die Einreise verbotet worden war. Ihre Arbeit dort wurde international in über 100 Sendestunden aufgezeichnet und sie konnte nach 30 Tagen das Land wieder verlassen. 1994 besuchte sie Ruanda nach dem Völkermord und veröffentlichte dazu ein Buch.
Liana Kanelli ist Mitglied der griechischen Friedensorganisation EEDYE (Hellenisches Komitee für internationalen Aufschwung und Frieden, Ελληνική Επιτροπή για τη Διεθνή Ύφεση και Ειρήνη) und wurde mehrfach für ihr soziales und antirassistisches Engagement von Verbänden und Organisationen ausgezeichnet.
Erstmals wurde sie im Jahr 2000 ins griechische Parlament in ihrem Wahlkreis Athen über die Wahlliste der Kommunistischen Partei Griechenlands (K.K.E.) gewählt. 2004, 2007 und 2009 wurde sie wiedergewählt. Im Laufe ihrer politischen Tätigkeit wurde sie Mitglied der Kommunistischen Partei Griechenlands und war im Jahr 2010 die bei den Wählern beliebteste Vertreterin dieser Partei. Sie vertrat die Stellung ihrer Partei, es sei für Griechenland gut, aus der NATO und der EU auszutreten.
2011 wurde sie als KKE-Abgeordnete während einer Kundgebung auf dem Weg zum Parlament von Bürgern angegriffen. Wenige Tage vor den Parlamentswahlen vom 17. Juni 2012 schlug der Abgeordnete der neofaschistischen Chrysi Avgi Ilias Kasidiaris Liana Kanelli während einer Live-Sendung des griechischen Privatsenders Antenna ins Gesicht. Seine Tat wurde von der gesamten politischen Welt verurteilt und er musste sich dafür vor Gericht verantworten.
2019 war sie Mitglied des Ausschusses für Institutionen und Transparenz sowie des Ausschusses für auswärtige Angelegenheiten und des Verteidigungsausschusses.
2004 sagte sie als Zeugin am Internationalen Gerichtshof von Den Haag beim Milošević-Prozess aus. Über diese Aussage wurde zwanzig Jahre später in Griechenland das Buch „Antigone in Den Haag“ von dem Verlag der Kommunistischen Partei Synchroni Epochi (Εκδόσεις Σύγχρονη Εποχή) veröffentlicht. Zu dem Zeitpunkt ihres Erscheinens vor dem Gerichtshof war sie nach eigener Aussage unabhängige Parlamentarierin in Zusammenarbeit mit der Kommunistischen Partei Griechenlands und Mitglied des ständigen parlamentarischen Ausschusses für Verteidigung und auswärtige Angelegenheiten. Sie wurde in Bezug auf die Erfahrungen, die sie als Journalistin im ehemaligen Jugoslawien gemacht hatte und die Auswirkung der Bombardierung Serbiens im Frühjahr 1999 befragt, um festzustellen, ob ein betroffenes Dorf militärische Bedeutung hatte.
Liana Kanelli spricht außer ihrer Muttersprache noch Italienisch, Französisch und Englisch und ist bis heute Parlamentarierin (Stand 2025).
Mehrfach war sie in Fernsehserien zu sehen. 1999 hatte sie einen Gastauftritt in der zweiten Staffel der MEGA-Fernsehserie Zwei Fremde (Δύο Ξένοι). Im Jahr 2007 spielte sie im zweiten Zyklus der Serie Um fünf vor (Στο παρά 5) in der letzten Folge mit. Außerdem verkörperte sie in der Serie Sieben tödliche Schwiegermütter (Επτά Θανάσιμες Πεθερές) die Schwiegermutter der Finanzkrise.

## Veröffentlichungen
- Στοχασμοί (Überlegungen) 1971.
- Η λειτουργία των όρκων (Die Funktionsweise der Eide) Gedichte. Athen 1980.
- Ρουάντα (Ruanda). Fotoband. Kastaniotis Verlag, Athen 1994, ISBN 978-960-03-1298-0.
- Σωτήρης Δανέζης: Εμπόλεμη ζώνη (Sotiris Danezis: Kriegszone), Filmfestival Thessaloniki 2008.